# Гегесистрат (сын Писистрата)
Гегесистрат (др.-греч. Ἡγησίστρατος; вторая половина VI в. до н. э.) — сын афинского тирана Писистрата от Тимонассы из Аргоса.
Был поставлен отцом тираном в недавно завоёванном городе Сигей (в Троаде), который и отстаивал «не без борьбы» (выражение Геродота) от его прежних хозяев — митиленцев. При этом он утверждал, что так как афиняне участвовали в Троянской войне, то они имеют на землю Троады такие же права, как и митиленцы. В 510 году до н. э. в Сигей бежал из Афин его старший брат Гиппий, и после этого Гегесистрат, видимо, утратил первенствующее положение в городе.
Находился в зависимости от персов.